# Margaret Swinnerton
Pour les articles homonymes, voir Swinnerton.
Margaret Swinnerton, née en 1960 à Stoke-on-Trent en Angleterre, est une coureuse cycliste britannique.

## Biographie
Margaret Swinnerton est la quatrième d'une fratrie de cycliste anglaise championne en Grande-Bretagne entre 1968 et 1984 :
- Bernadette : Championne de vitesse de Grande-Bretagne (1968, 1969, 1970 et 1971)
- Margaret : Victorieuse des premières Coupes de Grande-Bretagne féminines (1981, 1982)
- Catherine : Championne de Grande-Bretagne sur route (1977 et 1984)
- Paul (jumeau de Catherine) : Champion du 1 km de Grande-Bretagne (1979)[2]

Margaret termine 21e de la course en ligne des championnats du monde sur route en 1979.

## Palmarès sur route
- 1979
  - Kidderminster Times
- 1981
  - Coupe de Grande-Bretagne
  - W.C.R.A. International
  - Harrogate Cycling Festival
  - Velo Club Bedford
  - 2e étape de W.C.R.A. International
- 1982
  - Coupe de Grande-Bretagne
  - Team Haverhill Trophy
  - Cheshire Classic
  - Harrogate Cycling Festival
  - 1re étape du Team Haverhill Trophy
- 1983
  - Central District Ladies
  - Plumpton Circuit
- 1984
  - Cheshire Classic